# Architektura nazistowska

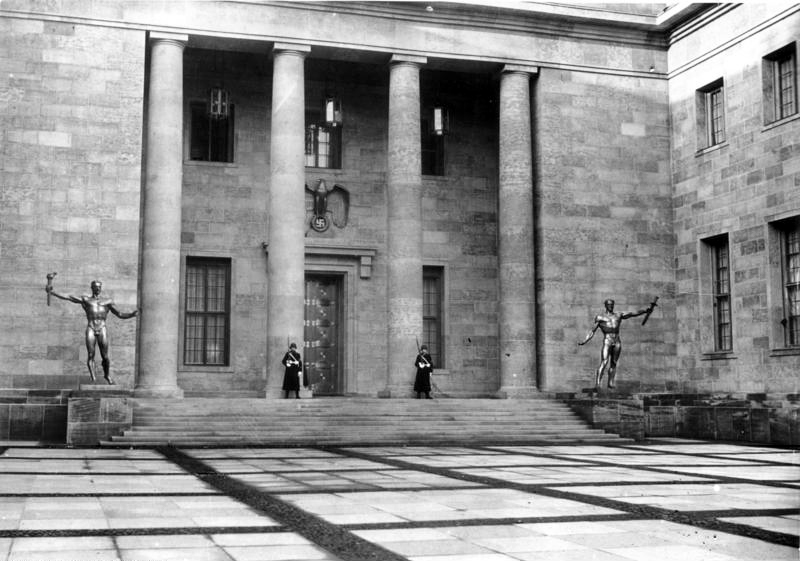
Kancelaria Rzeszy projektu Alberta Speera, ukończona w 1939 roku

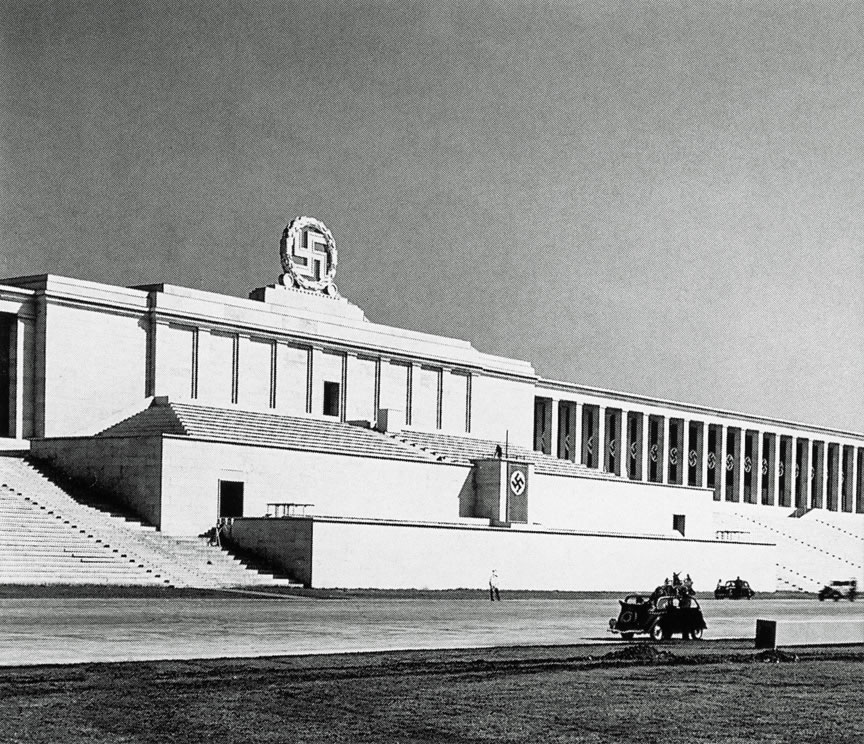
Zeppelinhaupttribüne na Reichsparteitagsgelände w Norymberdze

Architektura nazistowska – architektura promowana w III Rzeszy od 1933 roku do jej upadku w 1945 roku. Charakteryzuje się trzema formami: okrojonego neoklasycyzmu (typowe projekty Alberta Speera); ujednoliconego stylu, który czerpał inspirację z tradycyjnej architektury wiejskiej, zwłaszcza wysokogórskiej oraz utylitaryzmu w kolejnych dużych projektach infrastrukturalnych i przemysłowych lub kompleksach wojskowych. Nazistowska ideologia zezwalała na pluralizm w podejściu do architektury, jednak Adolf Hitler uważał, że forma powinna podążać za funkcjonalnością i optował przeciw „głupiej imitacji przeszłości”.
Ukoronowaniem tego ruchu był plan Germanii, proponowanej przebudowy niemieckiej stolicy Berlina po zwycięstwie nazistów podczas II wojny światowej. Albert Speer, który nadzorował projekt, przygotował większość planów dla nowego miasta. Tylko niewielka część „stolicy świata” została zrealizowana w latach 1937–1943. Podstawową funkcją planu było stworzenie dużego miasta w stylu klasycystycznym, opartego na osi wschód-zachód z kolumną zwycięstwa w centrum. Główne budynki, jak gmach parlamentu Rzeszy czy Wielka Hala (nie zbudowana) domykać miały szerokie aleje. Duża liczba zabytkowych budynków na terenie planowanej zabudowy została wyburzona. W związku z klęską III Rzeszy większość prac nie została rozpoczęta.

## Obiekty w Polsce
Przykłady:

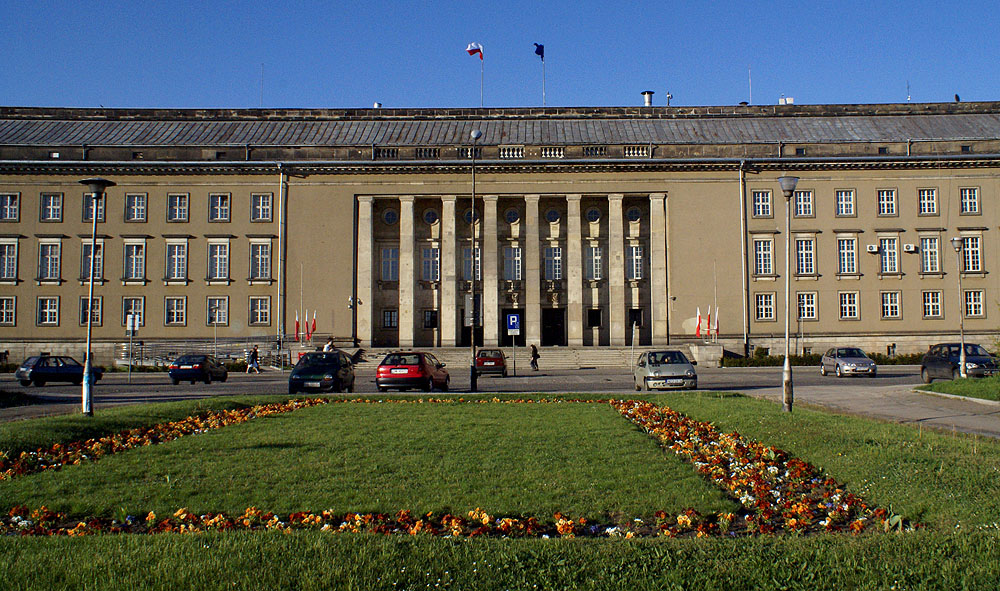
Urząd Wojewódzki we Wrocławiu, 1939–1945 (Felix Bräuler, Erich Böddicker, Arthur Reck)

- Budynek Urzędu Wojewódzkiego we Wrocławiu, planowany jako Regierungspräsidium.
- Mauzoleum w Wałbrzychu
- Schronisko młodzieżowe im. Pawła Beneke na Biskupiej Górce w Gdańsku
- ośrodek szkoleniowy Ordensburg Krössinsee
- dworzec kolejowy w Olsztynku[1]
- Budynki obozu Auschwitz-Birkenau, np. wartownia i brama główna Birkenau
- Autostrada A18 (Polska) – wiadukty i kładki
- Przebudowywano Zamek Cesarski w Poznaniu, przebito główne wejście
- Rozbudowano Stadion Olimpijski we Wrocławiu, wzniesiono wieżę zegarową[2]
- Pomnik SA we Wrocławiu – pozostałości
- Mauzoleum Hindenburga – rozebrane
- Osiedla mieszkaniowe na terenach należących do Niemiec w okresie do 1945 roku - m.in. Wrocław, Szczecin, Gliwice

Plany germanizacji miast nie zostały zrealizowane, np. Plan Pabsta dla Warszawy. W Krakowie powstało osiedle przy ulicy Królewskiej. Wybudowano część „Bloków” w Ciechanowie. Osiedle mieszkaniowe powstało również w Pułtusku. Oprócz tego Niemcy wytyczyli ulicę Garncarską w Kole i wybudowali przy niej kilkadziesiąt budynków mieszkalnych. Najstarszą część Osiedla Chemików w Oświęcimiu także wybudowano w tym stylu. Za to w śródmieściu Rybnika, przy ulicy Saint Vallier 3-7 znajduje się pojedynczy budynek wielorodzinny dla kolejarzy z tamtego okresu.
W 2017 r. odbyła się w Poznaniu konferencja na temat architektury III Rzeszy w Polsce.

## Przedstawiciele architektury
- Hermann Bartels(inne języki)
- Paul Baumgarten(inne języki)
- Peter Behrens
- German Bestelmeyer(inne języki)
- Erich Böddicker(inne języki)
- Paul Bonatz
- Woldemar Brinkmann(inne języki)
- Walter Brugmann(inne języki)
- Richard Ermisch(inne języki)
- Gottfried Feder
- Roderich Fick(inne języki)
- Theodor Fischer
- Leonhard Gall(inne języki)
- Hermann Giesler(inne języki)
- Wilhelm Grebe(inne języki)
- Fritz Höger
- Eugen Honig(inne języki)
- Clemens Klotz(inne języki)
- Wilhelm Kreis
- Werner March
- Konrad Nonn(inne języki)
- Arthur Reck(inne języki)
- Ludwig Ruff(inne języki)
- Franz Ruff(inne języki)
- Ernst Sagebiel(inne języki)
- Paul Schmitthenner(inne języki)
- Julius Schulte-Frohlinde(inne języki)
- Paul Schultze-Naumburg(inne języki)
- Alexander von Senger(inne języki)
- Albert Speer
- Friedrich Tamms
- Fritz Todt
- Paul Troost
- Rudolf Wolters(inne języki)